# Záznam o dopravní nehodě
Záznam o dopravní nehodě jsou povinni vyplnit všichni účastníci dopravní nehody, ke které ze zákona nemusí být přivolána policie. Tuto povinnost stanovuje zákon č. 361/2000 Sb., který je platný od 1. 1. 2009.
Zákon přímo nestanovuje podobu záznamu, ale standardem je však Evropský záznam o dopravní nehodě. Ten je možné buď stáhnout na internetu, nebo si jej vyzvednout v pojišťovně. V něm jsou kolonky na vše, co je potřebné k prošetření nehody. Záznam o dopravní nehodě je však možné sepsat i bez tohoto tiskopisu. Záznam o dopravní nehodě je nutné po vyplnění odevzdat pojišťovně viníka dopravní nehody. Škody na vozidle hradí vždy pojišťovna viníka.

## Nezbytné náležitosti v záznamu o dopravní nehodě
Následující náležitosti je nutné v záznamu o dopravní nehodě uvést, aby byl uznán ze strany pojišťovny:
- jasné určení místa dopravní nehody,
- datum a čas, kdy se dopravní nehoda stala,
- jak došlo k dopravní nehodě,
- jak vysoké jsou škody u všech zúčastněných stran,
- osobní údaje účastníků dopravní nehody,
- podpisy účastníků dopravní nehody (podpisem účastník souhlasí s uvedenými informacemi v záznamu o dopravní nehodě).